# Thien Duong
Thien Duong je jeskyně ve Vietnamu, v národním parku Phong Nha-Ke Bang v provincii Quang Binh. Jeskyně se nachází 50 km severně od hlavního města provincie Dong Hoi a 450 km jižně od Hanoje.

## Historie
Jeskyně byla objevena místním obyvatelem a v roce 2008 prozkoumána britskou expediční skupinou. Členové britské expedice ji pojmenovali "Paradise", tj. "Ráj" ("Thien Duong") a označili ji za největší a nejkrásnější jeskyni v národním parku Phong Nha-Ke Bang. O několik měsíců později však titíž členové Britské speleologické společnosti objevili na území národního parku Phong Nha-Ke Bang  ještě větší podzemní prostory - jeskyni Son Doong.

## Popis jeskyně
Některé prostory dosahují 30 metrů šíře, 150 metrů délky a až 80 metrů na výšku. Tomu odpovídají i rozměry některých krasových útvarů – nacházejí se zde stalagmity až 60 metrů vysoké. Vnitřní teplota v jeskyni se pohybuje kolem 20–21 °C, tj. o 10–15 °C méně, než je teplota venkovního prostředí.